# Loperamid

Strukturformel

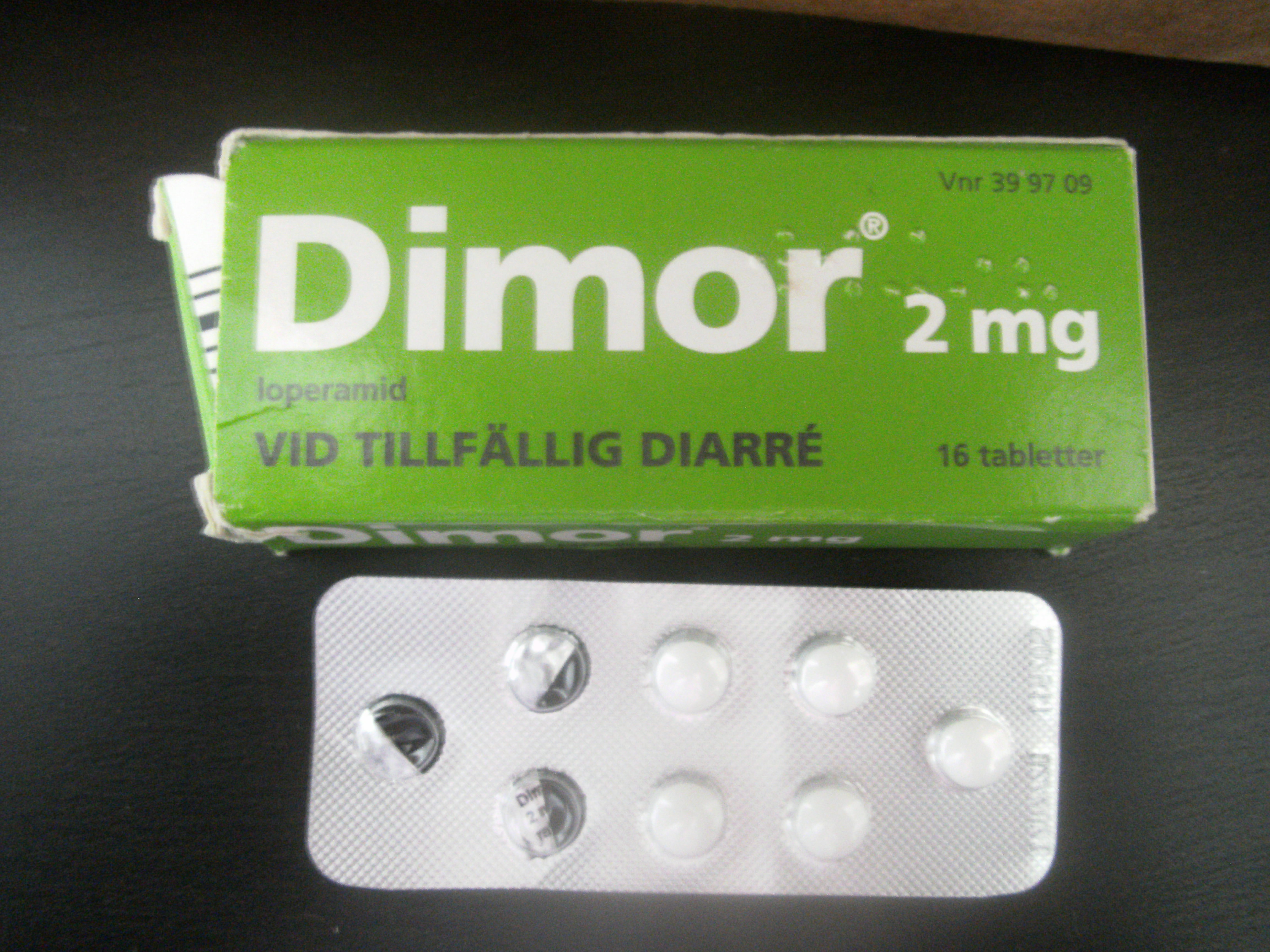
Loperamid under varumärket Dimor

Loperamid är en substans som motverkar diarré och säljs bland annat under namnen Imodium och Dimor.
Loperamid är en opioid men saknar psykogen effekt eftersom den ej passerar blod-hjärnbarriären.
Loperamid minskar tarmarnas muskelaktivitet så att vatten och salter hinner tas upp och ger därmed en fastare avföring. Loperamid används både vid kroniska och tillfälliga fall av diarré.
Det kemiska namnet för loperamid är: 2,2-Difenyl-4-[4-hydroxi-4-(p-klorofenyl)piperidino]-N,N-dimetylbutanamid.